# Liste der Musikstücke, die von der Band Die Toten Hosen gecovert oder bearbeitet wurden
Die Liste der Musikstücke, die von der Band Die Toten Hosen gecovert oder bearbeitet wurden enthält Lieder, Instrumentalstücke und Interpretationen der Rockband Die Toten Hosen, die bereits andere Musiker verlegt hatten und von der Band als Coverversion oder Bearbeitung erneut veröffentlicht wurden.
Bis zum Dezember 2021 hat die Band Die Toten Hosen, teilweise unter dem Pseudonym Die Roten Rosen, 196 Coverversionen und Bearbeitungen veröffentlicht. Sieben Alben der Band enthalten fast ausschließlich solche Musikstücke: Never Mind The Hosen – Here’s Die Roten Rosen aus dem Jahr 1987 besteht aus „rockig“ umgestalteten deutschsprachigen Schlagern, Learning English Lesson One aus dem Jahr 1991 ist ein Tribut an die Vorbilder der Band aus der britischen und amerikanischen Punkszene. Wir warten auf’s Christkind aus dem Jahr 1998 besteht zum größten Teil aus Parodien auf Weihnachts- und Winterlieder, der zweite Teil des Doppelalbums Ballast der Republik aus dem Jahr 2012 mit dem Titel Die Geister, die wir riefen besteht aus deutschsprachiger Musik mit politischem Bezug. Das Doppel-Konzertalbum Entartete Musik – Willkommen in Deutschland aus dem Jahr 2015, das die Band zusammen mit dem Sinfonieorchester der Robert Schumann Hochschule Düsseldorf aufnahm, entstand zum Gedenken an die Musik, die von den Nationalsozialisten als Entartete Musik verunglimpft wurde. Im Mai 2017 wurde das Doppelalbum Laune der Natur veröffentlicht, dessen zweiter Teil den Titel Learning English Lesson Two trägt und ausschließlich aus englischsprachigen Coverversionen besteht. Das Album Learning English Lesson 3: Mersey Beat! aus dem Jahr 2020 besteht aus Musikstücken im Mersey Sound, die von Bands der Liverpooler Musikszene in den 1960er Jahren interpretiert wurden. Weitere Coverversionen und Bearbeitungen wurden auf Live-Konzerten mitgeschnitten oder auf den B-Seiten von Singles veröffentlicht.

## Liste der Lieder
Die Liste enthält ausschließlich Versionen, die auf Tonträgern offiziell verlegt wurden, Lieder die lediglich live von der Band vorgetragen und auf Bootlegs vervielfältigt wurden, sind nicht aufgeführt.
In den Spalten der Tabelle stehen auf der linken Seite die Angaben über die Coverversion oder Bearbeitung, wie Titel des Musikstücks, Name des Albums, Singleauskopplung oder DVD, auf der sie enthalten sind, und das Jahr, in dem Die Toten Hosen das Stück erstmals veröffentlichten. Auf der rechten Seite stehen die Angaben über das Original, wie der ursprüngliche Titel des Liedes, der erste Interpret oder das Bühnenstück, für das es gedacht war, sowie das Jahr der Erstveröffentlichung. In den Anmerkungen stehen die Urheber, geordnet nach Musik und Text des Liedes, sofern diese im Begleitmaterial der Tonträger der Band Die Toten Hosen angegeben sind. Die Liste zeigt die Lieder ursprünglich sortiert nach dem Jahr der Veröffentlichung und in der ersten Spalte chronologisch durchnummeriert. Darüber hinaus kann jede Spalte mit Ausnahme der Anmerkungen durch Anklicken der kleinen Pfeile im Kopf der Tabelle numerisch beziehungsweise alphabetisch sortiert werden.
Das Inhaltsverzeichnis kann erst genutzt werden, nachdem die Titel der Lieder alphabetisch vorsortiert wurden.
| #   | Titel der Coverversion oder Bearbeitung         | Veröffentlichung                                           | Jahr | Titel des Originals                                       | Interpret                                           | Jahr            | Anmerkungen |
| --- | ----------------------------------------------- | ---------------------------------------------------------- | ---- | --------------------------------------------------------- | --------------------------------------------------- | --------------- | --- |
| 1   | Bommerlunder                                    | Bommerlunder (Single)                                      | 1983 | Chiu Chiu                                                 | Nicanor Molinare                                    | 1937            | Musik von Nicanor Molinare, Text interpretiert aus dem Werbespot Eisgekühlte Coca-Cola nach einer Idee von Trini Trimpop. |
| 2   | Spiel mir das Lied vom Tod                      | Unter falscher Flagge                                      | 1984 | Spiel mir das Lied vom Tod (Once Upon a Time in the West) | Ennio Morricone und sein Orchester                  | 1968            | Musik von Ennio Morricone aus dem Soundtrack zum amerikanischen Spielfilm Spiel mir das Lied vom Tod (Hauptthema) |
| 3   | Shake Hands                                     | Unter falscher Flagge                                      | 1984 | Shake Hands                                               | Drafi Deutscher and his Magics                      | 1964            | Musik und Text von Heino Gaze und Joachim Relin |
| 4   | Kriminaltango                                   | Kriminaltango (Single)                                     | 1984 | Kriminal-Tango                                            | Hazy-Osterwald-Sextett                              | 1959            | Das Original stammt vom italienischen Musiker Piero Trombetta, den deutschen Text für das Hazy Osterwald-Sextett schrieb Kurt Feltz |
| 5   | Sojus Nerushimai Republic Swobodnich            | Damenwahl                                                  | 1984 | Sojus neruschimy respublik swobodnych                     | Hymne der Sowjetunion                               | 1944            | Die Musik stammt von Alexander Alexandrow, der Text von Sergei Michalkow und Gabo El-Registan. |
| 6   | Disco in Moskau                                 | Damenwahl                                                  | 1984 | Disco in Mosco                                            | The Vibrators                                       | 1980            | Musik von Phil Ram, der englische Originaltext von Adrian Wyatt wurde für die Coverversion von Campino in die deutsche Sprache umgesetzt. |
| 7   | Das Altbierlied                                 | Damenwahl                                                  | 1984 | … wo bleibt unser Altbier?                                | Hans Ludwig Lonsdorfer                              | 1978            | Musik und Text von Hans Ludwig Lonsdorfer |
| 8   | Am 30. Mai ist der Weltuntergang                | WAAhnsinn – Der Wackersdorf-Film                           | 1986 | Am 30. Mai ist der Weltuntergang                          | Golgowsky-Quartett                                  | 1954            | Musik und Text von Will Glahé und Karl Golgowsky; die Coverversion mit einem leicht abgewandelten Text spielte die Band bei ihrem Auftritt beim Anti-WAAhnsinns-Festival in Burglengenfeld und wurde erstmals auf der offiziellen Filmdokumentation als VHS veröffentlicht. |
| 9   | Itsy Bitsy Teenie Weenie Honolulu-Strand-Bikini | Never Mind The Hosen – Here’s Die Roten Rosen              | 1987 | Itsy Bitsy Teenie Weenie Honolulu Strandbikini            | Club Honolulu                                       | 1960            | Die Musik vom englischsprachigen Originaltitel stammt von Lee Pockriss, der Text von Paul Vance, den deutschen Text schrieb Günter Loose für die Version von Club Honolulu. |
| 10  | Alle Mädchen wollen küssen                      | Never Mind The Hosen – Here’s Die Roten Rosen              | 1987 | Alle Mädchen wollen küssen                                | Leo Leandros                                        | 1959            | Musik und Text von Joe Menke, Leo Leandros, Tobby Lüth |
| 11  | Im Wagen vor mir                                | Never Mind The Hosen – Here’s Die Roten Rosen              | 1987 | Im Wagen vor mir                                          | Henry Valentino und Uschi                           | 1977            | Musik und Text von Hans Blum |
| 12  | Für Gaby tu’ ich alles                          | Never Mind The Hosen – Here’s Die Roten Rosen              | 1987 | Für Gaby tu’ ich alles                                    | Gerd Böttcher                                       | 1962            | Musik und Text von Hans Bradtke und Heinz Buchholz |
| 13  | Wir                                             | Never Mind The Hosen – Here’s Die Roten Rosen              | 1987 | Wir                                                       | Freddy Quinn                                        | 1966            | Musik und Text von Fritz Rotter und Lotar Olias |
| 14  | Und sowas nennst du Liebe                       | Never Mind The Hosen – Here’s Die Roten Rosen              | 1987 | Und so was nennst du nun Liebe                            | Sandie Shaw                                         | 1966            | Musik von Chris Andrews, deutscher Text Günter Loose |
| 15  | Kein Gnadenbrot                                 | Never Mind The Hosen – Here’s Die Roten Rosen              | 1987 | Kein Gnadenbrot                                           | Das Bachner-Duo                                     | 1961            | Musik und Text von Hans Werner Kuntze, Peter Igelhoff und Walter Fink |
| 16  | Halbstark                                       | Never Mind The Hosen – Here’s Die Roten Rosen              | 1987 | Halbstark                                                 | The Yankees                                         | 1965            | Musik und Text von Frank Bartelt und Gerd Adamowski |
| 17  | Sauerkraut-Polka                                | Never Mind The Hosen – Here’s Die Roten Rosen              | 1987 | Die Sauerkraut-Polka                                      | Gus Backus                                          | 1961            | Musik Erwin Halletz, Text: Karl Kufner und Peter Wehle; das Original entstand für die Filmkomödie Unsere tollen Tanten |
| 18  | Wenn du mal allein bist                         | Never Mind The Hosen – Here’s Die Roten Rosen              | 1987 | Wenn du mal allein bist                                   | Manfred Schnelldorfer                               | 1964            | Musik und Text von Henry Mayer und Kurt Hertha |
| 19  | Zwei Mädchen aus Germany                        | Never Mind The Hosen – Here’s Die Roten Rosen              | 1987 | Zwei Mädchen aus Germany                                  | Paul Anka                                           | 1964            | Musik und Text von Heinz Buchholz und Günter Loose |
| 20  | Mein Hobby sind die Girls                       | Never Mind The Hosen – Here’s Die Roten Rosen              | 1987 | Mein Hobby sind die Girls                                 | The Germans                                         | 1966            | Musik und Text von Uwe Schubert |
| 21  | Cinderella Baby                                 | Never Mind The Hosen – Here’s Die Roten Rosen              | 1987 | Cinderella Baby                                           | Drafi Deutscher                                     | 1964            | Musik und Text von Christian Bruhn und Georg Buschor |
| 22  | Tiroler Hut                                     | Never Mind The Hosen – Here’s Die Roten Rosen              | 1987 | Ich kauf’ mir lieber einen Tirolerhut                     | Billy Mo                                            | 1962            | Musik und Text von Charly Niessen und Franz Rüger |
| 23  | Der Fahrstuhl nach oben ist besetzt             | Never Mind The Hosen – Here’s Die Roten Rosen              | 1987 | Der Fahrstuhl nach oben ist besetzt                       | Hazy Osterwald-Sextett                              | 1966            | Musik und Text von Kurt Feltz und Peter Laine |
| 24  | Schöne Maid                                     | Never Mind The Hosen – Here’s Die Roten Rosen              | 1987 | Schöne Maid                                               | Tony Marshall                                       | 1971            | Deutsches Volkslied in einem Arrangement von Jack White |
| 25  | Mama                                            | Never Mind The Hosen – Here’s Die Roten Rosen              | 1987 | Mutter                                                    | Herbert Ernst Groh                                  | 1940            | Musik und Text von Cesare Andrea Bixio und Bruno Cherubini, deutscher Text Bruno Balz. |
| 26  | Adelheid                                        | Never Mind The Hosen – Here’s Die Roten Rosen              | 1987 | Gartenzwerg-Marsch                                        | Billy Sanders                                       | 1962            | Musik und Text von Christian Bruhn und Hans Bradtke |
| 27  | Da sprach der alte Häuptling                    | Never Mind The Hosen – Here’s Die Roten Rosen              | 1987 | Da sprach der alte Häuptling der Indianer                 | Gus Backus                                          | 1961            | Musik und Text von Werner Scharfenberger und Peter Wehle |
| 28  | Schön ist es auf der Welt zu sein               | Never Mind The Hosen – Here’s Die Roten Rosen              | 1987 | Schön ist es auf der Welt zu sein                         | Roy Black und Anita                                 | 1971            | Musik und Text von Werner Twardy und Lilibert |
| 29  | Rock ’n’ Roll                                   | Bis zum bitteren Ende                                      | 1987 | Rock and Roll                                             | Gary Glitter                                        | 1972            | Musik und Text Mike Leander und Gary Glitter |
| 30  | Police on my Back                               | Bis zum bitteren Ende                                      | 1987 | Police on my Back                                         | The Equals                                          | 1967            | Musik und Text von Eddy Grant |
| 31  | I Feel Fine                                     | 1000 gute Gründe (Single)                                  | 1989 | I Feel Fine                                               | The Beatles                                         | 1964            | Musik und Text von John Lennon und Paul McCartney |
| 32  | First Time                                      | Auf dem Kreuzzug ins Glück                                 | 1990 | First Time                                                | The Boys                                            | 1977            | Musik und Text von Honest John Plain |
| 33  | New Guitar in Town                              | Auf dem Kreuzzug ins Glück                                 | 1990 | New Guitar in Town                                        | Lurkers                                             | 1979            | Musik und Text von Honest John Plain und Pete Stride |
| 34  | Azzuro                                          | Auf dem Kreuzzug ins Glück                                 | 1990 | Azzurro                                                   | Adriano Celentano                                   | 1968            | Musik und Text von Paolo Conte und Vito Pallavicini; die Coverversion erschien anlässlich der Fußball-Weltmeisterschaft 1990 in Italien als Single und erreichte Platz 23 der deutschen Charts und Platz 17 der Schweizer Hitparade. |
| 35  | Yeah, Yeah, Yeah                                | All die ganzen Jahre (Single)                              | 1990 | Yeah Yeah                                                 | The Revillos                                        | 1980            | Musik und Text von Fay Fife, Eugene Reynolds, Rocky Rhythm und Kid Krupa |
| 36  | Blitzkrieg Bop                                  | Learning English Lesson One                                | 1991 | Blitzkrieg Bop                                            | Ramones                                             | 1976            | Musik und Text von Tommy Ramone und Dee Dee Ramone; im Original erstmals erschienen auf dem Debütalbum der Ramones |
| 37  | Brickfield Nights                               | Learning English Lesson One                                | 1991 | Brickfield Nights                                         | The Boys                                            | 1978            | Musik und Text von Matt Dangerfield und Casino Steel |
| 38  | Just Thirteen                                   | Learning English Lesson One                                | 1991 | Just Thirteen                                             | The Lurkers                                         | 1978            | Musik und Text von Pete Stride |
| 39  | If the Kids Are United                          | Learning English Lesson One                                | 1991 | If the Kids Are United                                    | Sham 69                                             | 1978            | Musik und Text von Jimmy Pursey und Dave Parsons |
| 40  | Nasty Nasty                                     | Learning English Lesson One                                | 1991 | Nasty Nasty                                               | 999                                                 | 1977            | Musik und Text von Nick Cash und Guy Days |
| 41  | Dirty Pictures                                  | Learning English Lesson One                                | 1991 | Dirty Pictures                                            | Radio Stars                                         | 1977            | Musik und Text von Martin Gordon |
| 42  | Baby Baby                                       | Learning English Lesson One                                | 1991 | Baby Baby                                                 | The Vibrators                                       | 1977            | Musik und Text von Ian Carnochan |
| 43  | Gary Gilmore’s Eyes                             | Learning English Lesson One                                | 1991 | Gary Gilmore’s Eyes                                       | The Adverts                                         | 1977            | Musik und Text von T. V. Smith |
| 44  | Born to Lose                                    | Learning English Lesson One                                | 1991 | Born to Lose                                              | The Heartbreakers                                   | 1977            | Musik und Text stammen im Original von Johnny Thunders, der bei den Aufnahmen zur Coverversion mitwirkte, unmittelbar vor seinem Tod am Thunders am 23. April 1991. |
| 45  | Right to Work                                   | Learning English Lesson One                                | 1991 | Right to Work                                             | Chelsea                                             | 1977            | Musik und Text von Gene October |
| 46  | Whole Wide World                                | Learning English Lesson One                                | 1991 | Whole Wide World                                          | Wreckless Eric                                      | 1977            | Musik und Text von Wreckless Eric |
| 47  | Smash it Up                                     | Learning English Lesson One                                | 1991 | Smash it Up                                               | The Damned                                          | 1979            | Musik und Text von Rat Scabies, Captain Sensible, Dave Vanian, Algy Ward |
| 48  | Stranglehold                                    | Learning English Lesson One                                | 1991 | Stranglehold                                              | U. K. Subs                                          | 1979            | Musik und Text von Charlie Harper |
| 49  | Love and a Molotov Cocktail                     | Learning English Lesson One                                | 1991 | Love and a Molotov Cocktail                               | The Flys                                            | 1977            | Musik und Text von Neil O’Connor |
| 50  | Do Anything You Wanna Do                        | Learning English Lesson One                                | 1991 | Do Anything You Wanna Do                                  | Rods                                                | 1977            | Musik und Text von Ed Hollis und Graeme Douglas |
| 51  | No One is Innocent                              | Carnival in Rio (Punk Was) (Single)                        | 1991 | No One is Innocent                                        | Sex Pistols                                         | 1978            | Musik und Text von Steve Jones, Paul Cook und Ronald Biggs |
| 52  | We Love You                                     | Whole Wide World (Single)                                  | 1992 | We Love You                                               | The Rolling Stones                                  | 1967            | Musik und Text von Mick Jagger und Keith Richards |
| 53  | Alle Jahre wieder                               | Sascha … ein aufrechter Deutscher (Single)                 | 1992 | Alle Jahre wieder                                         | Friedrich Silcher                                   | 1842            | Die Melodie wird Friedrich Silcher zugeschrieben. Der Originaltext von Wilhelm Hey wurde in der Coverversion parodiert und bearbeitet Wolfgang Rohde und Campino. |
| 54  | Leise rieselt der Schnee                        | Sascha … ein aufrechter Deutscher (Single)                 | 1992 | Leise rieselt der Schnee                                  | Eduard Ebel                                         | 1895            | Der Originaltext des Winterliedes von Eduard Ebel wurde in der Coverversion parodiert und bearbeitet von Andreas Meurer und Campino. |
| 55  | I Fought the Law                                | Kauf MICH! (Single)                                        | 1994 | I Fought the Law                                          | The Crickets                                        | 1960            | Musik und Text von Sonny Curtis |
| 56  | Diary of a Lover                                | Love, Peace & Money                                        | 1994 | Diary of a Lover                                          | Johnny Thunders                                     | 1983            | Musik und Text von Johnny Thunders |
| 57  | Cunt in a Mirror                                | Love, Peace & Money                                        | 1994 | Guantanamera                                              | Volkslied aus Kuba                                  | 1929–1935 (ca.) | Die Guajira-Melodie wurde für die Coverversion mit einem neuen englischsprachigen Text von Campino, Andreas Meurer, Michael Breitkopf, Wolfgang Rohde und Andreas von Holst belegt. |
| 58  | The Passenger                                   | Im Auftrag des Herrn                                       | 1996 | The Passenger                                             | Iggy Pop                                            | 1977            | Musik und Text von Ricky Gardiner und Iggy Pop |
| 59  | Sheena is a Punkrocker                          | Im Auftrag des Herrn                                       | 1996 | Sheena is a Punkrocker                                    | Ramones                                             | 1977            | Musik und Text von Joey Ramone im Original erstmals erschienen auf dem Album Rocket to Russia |
| 60  | You’ll Never Walk Alone                         | Im Auftrag des Herrn                                       | 1996 | You’ll Never Walk Alone                                   | Finale des Musicals Carousel am New Yorker Broadway | 1945            | Musik und Text von Richard Rodgers und Oscar Hammerstein II |
| 61  | I Am the Walrus                                 | Paradies (Single)                                          | 1996 | I Am the Walrus                                           | The Beatles                                         | 1967            | Musik und Text von John Lennon und Paul McCartney |
| 62  | Do You Love Me?                                 | Bonnie & Clyde (Single)                                    | 1996 | Do You Love Me?                                           | Kiss                                                | 1976            | Musik und Text von Paul Stanley, Bob Ezrin und Kim Fowley |
| 63  | Kölner                                          | Unterwegs im Auftrag des Herrn – Live (VHS)                | 1996 | Männer                                                    | Herbert Grönemeyer                                  | 1984            | Musik und Text von Herbert Grönemeyer; in der Coverversion wurde das Wort Männer, gegen das Wort Kölner ausgetauscht. |
| 64  | Ave Maria                                       | Wir warten auf’s Christkind                                | 1998 | Ave Maria                                                 | Charles Gounod nach Johann Sebastian Bach           | 1859            | Das Original von Johann Sebastian Bach wurde in der Coverversion von Andreas von Holst und Campino musikalisch bearbeitet. |
| 65  | Stille Nacht, heilige Nacht                     | Wir warten auf’s Christkind                                | 1998 | Stille Nacht, heilige Nacht                               | Franz Xaver Gruber und Joseph Mohr                  | 1818            | Musik und Text von Franz Xaver Gruber und Joseph Mohr, Bearbeitung der Coverversion von Michael Breitkopf und Campino |
| 66  | Ihr Kinderlein, kommet                          | Wir warten auf’s Christkind                                | 1998 | Ihr Kinderlein, kommet                                    | Christoph von Schmid                                | 1837            | Das Kirchenlied von Christoph Schmid wurde in der Coverversion von Andreas Meurer und Campino bearbeitet |
| 67  | O Tannenbaum                                    | Wir warten auf’s Christkind                                | 1998 | O Tannenbaum                                              | Volkslied aus Schlesien                             | 1550–1580 (ca.) | Bearbeitung der Coverversion von Wolfgang Rohde und Campino |
| 68  | Merry X-mas Everybody                           | Wir warten auf’s Christkind                                | 1998 | Merry X’mas Everybody                                     | Slade                                               | 1973            | Musik und Text von James Lea und Noddy Holder |
| 69  | Auld Lang Syne                                  | Wir warten auf’s Christkind                                | 1998 | Auld Lang Syne                                            | Robert Burns                                        | 1788            | Das im 18. Jahrhundert bekannt gewordene Lied von Robert Burns, basierend auf einer Ballade von James Watson, wurde in der Coverversion parodiert und bearbeitet von Michael Breitkopf und Campino. Die Singleauskopplung enthielt ein Musikvideo, das die Musiker und Freunde beim Feiern zeigt, und erreichte Platz 29 der deutschen Charts.                                                                                       |
| 70  | The Little Drummer Boy                          | Wir warten auf’s Christkind                                | 1998 | The Carol of the Drum                                     | Trapp Family Singers                                | 1953            | Musik und Text von Katherine K. Davis, Henry Onorati und Harry Simeone |
| 71  | White Christmas                                 | Wir warten auf’s Christkind                                | 1998 | White Christmas                                           | Bing Crosby                                         | 1947            | Musik und Text von Irving Berlin |
| 72  | Hark! The Herald Angels Sing                    | Wir warten auf’s Christkind                                | 1998 | Hark! The Herald Angels Sing                              | Festgesang zum Gutenbergfest                        | 1840            | Musik: Felix Mendelssohn Bartholdy, der Text von Charles Wesley, bearbeitet von George Whitefield aus dem 18. Jahrhundert wurde in der Coverversion parodiert und bearbeitet von Andreas Meurer und Campino. |
| 73  | We Wish You a Merry Christmas                   | Wir warten auf’s Christkind                                | 1998 | We Wish You a Merry Christmas                             | Volkslied aus Südwestengland                        |                 | Das Weihnachtslied aus dem 16. Jahrhundert wurde in der Coverversion von Wolfgang Rohde und Campino bearbeitet. |
| 74  | In dulci jubilo                                 | Wir warten auf’s Christkind                                | 1998 | In dulci jubilo                                           | Kirchenlied                                         | 1400 (ca.)      | Der Liedtext des Tropus wird Heinrich Seuse zugesprochen. |
| 75  | O du fröhliche                                  | Wir warten auf’s Christkind                                | 1998 | O du fröhliche                                            | Johannes Daniel Falk                                | 1815            | Weihnachtslied mit Text von Johannes Daniel Falk, die Melodie stammt aus der Sammlung Stimmen der Völker in Liedern. |
| 76  | Vom Himmel hoch, da komm ich her                | Wir warten auf’s Christkind                                | 1998 | Vom Himmel hoch, da komm ich her                          | Martin Luther                                       | 1539            | Weihnachtslied von Martin Luther |
| 77  | Happy X-mas (War is over)                       | Wir warten auf’s Christkind                                | 1998 | Happy Xmas (War Is Over)                                  | Plastic Ono Band                                    | 1971            | Musik und Text von John Lennon und Yoko Ono |
| 78  | Jingle Bells                                    | Wir warten auf’s Christkind                                | 1998 | The One Horse Open Sleigh                                 | Oliver Ditson & Co                                  | 1857            | Lied von James Lord Pierpont; wurde in der Coverversion parodiert und von Michael Breitkopf und Campino mit einem neuen Text versehen. |
| 79  | I Wish it Could be Christmas Every Day          | Wir warten auf’s Christkind                                | 1998 | I Wish it Could be Christmas Every Day                    | Wizzard                                             | 1973            | Musik und Text von Roy Wood |
| 80  | Still, still, Still                             | Wir warten auf’s Christkind                                | 1998 | Still, still, still                                       | Georg Götsch                                        | 1865            | Die Melodie ist eine Volksweise aus dem Salzburger Land, der Text wird Georg Götsch zugeschrieben, in der Coverversion wurde das Lied parodiert und bearbeitet von Andreas Meurer und Andreas von Holst |
| 81  | Come all ye Faithful                            | Weihnachtsmann vom Dach (Single)                           | 1998 | Adeste fideles                                            | Kirchenlied                                         | 1743 (ca.)      | Der genaue Ursprung des Liedes ist umstritten, bearbeitet in der Coverversion von Andreas von Holst und Campino |
| 82  | Schiffe                                         | Pop 2000 / Das gibt’s nur einmal                           | 1999 | Ich seh’ die Schiffe den Fluss herunterfahren             | Abwärts                                             | 1990            | Musik und Text von Frank Ziegert; wurde für den Sampler Pop 2000 – Das gibt’s nur einmal produziert und erschien bei Herbert Grönemeyers Label Grönland Records. |
| 83  | Lesbische, schwarze Behinderte                  | Unsterblich                                                | 1999 | Lesbische, schwarze Behinderte                            | Funny van Dannen                                    | 1999            | Musik und Text von Funny van Dannen |
| 84  | Sonntag im Zoo                                  | Unsterblich                                                | 1999 | Sonntag im Zoo                                            | Frank Z.                                            | 1998            | Musik und Text von Frank Ziegert |
| 85  | Laß doch mal Dampf ab                           | Bayern (Single)                                            | 2000 | Laß doch mal Dampf ab                                     | Gert Fröbe                                          | 1980            | Musik und Text von Christian Bruhn und Fred Weyrich |
| 86  | Hang on Sloopy                                  | Bayern (Single)                                            | 2000 | My Girl Sloopy                                            | The McCoys                                          | 1964            | Musik und Text von Wes Farrell und Bert Russel |
| 87  | Babylon’s Burning                               | Warum werde ich nicht satt? (Single)                       | 2000 | Babylon’s Burning                                         | The Ruts                                            | 1979            | Musik und Text von John Jennings, Dave Ruffy, Malcolm Owen und Paul Fox |
| 88  | Should I Stay or Should I Go?                   | Warum werde ich nicht satt? (Single)                       | 2000 | Should I Stay or Should I Go?                             | The Clash                                           | 1982            | Musik und Text des Originals von Mick Jones und Joe Strummer; Vom Ritchie singt den spanischsprachigen Teil des Textes in der Coverversion. |
| 89  | Cokane in my Brain                              | Auswärtsspiel                                              | 2002 | Cokane in my Brain                                        | Dillinger                                           | 1976            | Musik und Text von Dillinger |
| 90  | Runaway Train Driver                            | Nur zu Besuch (Single)                                     | 2002 | Runaway Train Driver                                      | T. V. Smith                                         | 1992            | Musik und Text von T. V. Smith; die Aufnahme, welche mit der Band Die Toten Hosen und T. V. Smith zusammen für das Album Useless entstanden war, wurde für das Cover verwendet, und lediglich die Tonspur mit Smiths Stimme von Campino neu eingesungen. |
| 91  | Frauen dieser Welt                              | Frauen dieser Welt (Single)                                | 2002 | Frauen dieser Welt                                        | Funny van Dannen                                    | 2002            | Musik und Text von Funny van Dannen; Im Zuge der Tournee zum Album Auswärtsspiel gab die Band Die Toten Hosen in Rottweil am 7. August 2002 ein Konzert, zu dem ausschließlich Frauen Eintritt hatten. Dort spielte die Band erstmals eine Coverversion Frauen dieser Welt, das sie kurz darauf als Single veröffentlichten. Die Single erreichte Platz 23 der deutschen Charts, in Österreich Platz 74 und in der Schweiz Platz 95. |
| 92  | Trauriges Arschloch                             | Frauen dieser Welt (Single)                                | 2002 | Trauriges Arschloch                                       | Funny van Dannen                                    | 1997            | Musik und Text von Funny van Dannen |
| 93  | The Man With the Harmonica                      | Rock am Ring 2004 – Live (DVD)                             | 2004 | The Man With a Harmonica                                  | Ennio Morricone und sein Orchester                  | 1968            | Musik von Ennio Morricone aus dem Soundtrack zum amerikanischen Spielfilm Spiel mir das Lied vom Tod |
| 94  | Song 2                                          | Rock am Ring 2004 – Live (DVD)                             | 2004 | Song 2                                                    | Blur                                                | 1997            | Musik und Text von Damon Albarn, Steven Alexander James, Graham Coxon und David Rowntree |
| 95  | Mad World                                       | Rock am Ring 2004 – Live (DVD)                             | 2004 | Mad World                                                 | Tears for Fears                                     | 1982            | Musik und Text von Roland Orzabal |
| 96  | Rockaway Beach                                  | Alles wird vorübergehen (Single)                           | 2005 | Rockaway Beach                                            | Ramones                                             | 1977            | Musik und Text von Dee Dee Ramone, Johnny Ramone, Tommy Ramone, Joey Ramone |
| 97  | Hand in Hand                                    | Nur zu Besuch                                              | 2005 | Hand in Hand                                              | Beatsteaks                                          | 2004            | Musik und Text von Peter Baumann, Thomas Götz, Bernd Kurtzke, Torsten Scholz und Arnim Teutoburg-Weiß |
| 98  | The Guns of Brixton                             | Nur zu Besuch                                              | 2005 | The Guns of Brixton                                       | The Clash                                           | 1979            | Musik und Text von Paul Simonon; das Original erschien erstmals auf dem Album London Calling |
| 99  | Verdamp lang Haar                               | Verdamp lang her – die verdammt lange Single               | 2006 | Verdamp lang her                                          | BAP                                                 | 1981            | Die Aufnahme entstand am 23. Dezember 1993 in der Düsseldorfer Philipshalle und wurde im Jahr 2006 erstmals auf der Single Verdamp lang her – die verdammt lange Single der Gruppe BAP veröffentlicht. Wolfgang Niedecken spielte das Cover als Gast zusammen mit der Band Die Toten Hosen. Text und Musik des Originaltitels stammen von Klaus Heuser und Wolfgang Niedecken. Der Text wurde für die Parodie bearbeitet.            |
| 100 | Motorbiene                                      | Never Mind The Hosen – Here’s Die Roten Rosen (Neuauflage) | 2007 | Motorbiene                                                | Benny Quick                                         | 1962            | Das englischsprachige Original Motorcycle stammt von Jerry Landis, den deutschen Text für die Version von Benny Quick schrieb Heinz Hellmer. |
| 101 | Wärst du doch in Düsseldorf geblieben           | Never Mind The Hosen – Here’s Die Roten Rosen (Neuauflage) | 2007 | Wärst du doch in Düsseldorf geblieben                     | Dorthe Kollo                                        | 1968            | Musik und Text von Christian Bruhn und Georg Buschor |
| 102 | Schade um die Rosen                             | Never Mind The Hosen – Here’s Die Roten Rosen (Neuauflage) | 2007 | Schade um die Rosen                                       | Jack Finey und die Hansen-Boys                      | 1960            | Musik und Text von Charly Niessen; das Original erschien erstmals in der Filmkomödie Meine Nichte tut das nicht |
| 103 | Ich steh an der Bar und habe kein Geld          | Never Mind The Hosen – Here’s Die Roten Rosen (Neuauflage) | 2007 | Ich steh’ an der Bar und habe kein Geld                   | Bobbejaan und deine Gitarre                         | 1960            | Das englischsprachige Original stammt von Gordon Parsons, den deutschen Text schrieb Josua Röckelein. |
| 104 | Popokatepetl-Twist                              | Never Mind The Hosen – Here’s Die Roten Rosen (Neuauflage) | 2007 | Popocatepetl-Twist                                        | Caterina Valente und Silvio Francesco               | 1961            | Das englischsprachige Original stammt von Giuseppe Mengozzi, den deutschen Text schrieb Hans Bradtke. |
| 105 | Itsy Bitsy Teenie Weenie Yellow-Polkadot-Bikini | Never Mind The Hosen – Here’s Die Roten Rosen (Neuauflage) | 2007 | Itsy Bitsy Teenie Weenie Yellow Polka Dot Bikini          | Brian Hyland                                        | 1960            | Musik und Text von Paul Vance und Lee Pockriss |
| 106 | Richmond                                        | Learning English Lesson One (Neuauflage)                   | 2007 | Richmond                                                  | Pinpoint                                            | 1979            | Musik und Text von Billingsley, Allen und Griffiths |
| 107 | Eddie & Sheena                                  | Learning English Lesson One (Neuauflage)                   | 2007 | Eddie & Sheena                                            | Electric Chairs                                     | 1978            | Musik und Text von Wayne County |
| 108 | Worm Song                                       | Hals + Beinbruch – Live bei Rock am Ring 2008 (DVD)        | 2008 | Worm Song                                                 | The Boys als The Yobs                               | 1977            | Musik und Text von Jack Black, Matt Dangerfield, Honest John Plain, Duncan Reid und Casino Steel |
| 109 | Du läßt dich geh’n                              | Du läßt dich geh’n (Promo-Single)                          | 2008 | Du läßt Dich gehn                                         | Charles Aznavour                                    | 1962            | Musik und Text des Originals sind von Charles Aznavour und Ernst Bader und entstand für die Filmkomödie Eine Frau ist eine Frau. Die Coverversion war als Promo-Single dem Programmheft zur Tour Machmalauter beigelegt. |
| 110 | All You Need Is Love                            | Auflösen (Single)                                          | 2009 | All You Need Is Love                                      | The Beatles                                         | 1967            | Musik und Text von John Lennon und Paul McCartney |
| 111 | Im Nebel                                        | Ertrinken (Single)                                         | 2009 | Im Nebel                                                  | Hermann Hesse                                       | 1908            | vertont nach dem gleichnamigen Gedicht von Hermann Hesse, Interpretation gestaltet von Campino |
| 112 | Viva la muerte                                  | La hermandad – En el principio fue el ruido                | 2009 | Viva la muerte                                            | Slime                                               | 1992            | Musik und Text von Michael Mayer-Poes und Stephan Mahler |
| 113 | Uno, dos ultraviolento                          | La hermandad – En el principio fue el ruido                | 2009 | Uno, dos ultraviolento                                    | Los Violadores                                      | 1986            | Musik und Text von Stuka |
| 114 | Computerstaat                                   | Die Geister, die wir riefen                                | 2012 | Computerstaat                                             | Abwärts                                             | 1980            | Musik und Text von Axel Dill, FM Einheit und Frank Ziegert |
| 115 | Sirenen                                         | Die Geister, die wir riefen                                | 2012 | Sirenen                                                   | Male                                                | 1980            | Musik und Text von Jürgen Engler und Bernward Malaka; das Original wurde erstmals auf der LP In die Zukunft, einer Konzertaufnahme vom 26. Juni 1979 aus der Markthalle in Hamburg, veröffentlicht. |
| 116 | Das Model                                       | Die Geister, die wir riefen                                | 2012 | Das Model                                                 | Kraftwerk                                           | 1978            | Die Musik stammt von Karl Bartos und Ralf Hütter, den Text schrieb Emil Schult. |
| 117 | Die Moorsoldaten                                | Die Geister, die wir riefen                                | 2012 | Die Moorsoldaten                                          | Häftlinge des Konzentrationslagers Börgermoor       | 1933            | Musik und Text von Rudi Goguel, Johann Esser und Wolfgang Langhoff. |
| 118 | Heute hier, morgen dort                         | Die Geister, die wir riefen                                | 2012 | Heute hier, morgen dort                                   | Hannes Wader                                        | 1972            | Das englischsprachige Original stammt von Gary Bolstad, den deutschen Text schrieb Hannes Wader. |
| 119 | Rock Me Amadeus                                 | Die Geister, die wir riefen                                | 2012 | Rock Me Amadeus                                           | Falco                                               | 1985            | Musik und Text von Rob und Ferdie Bolland und Falco |
| 120 | Industrie-Mädchen                               | Die Geister, die wir riefen                                | 2012 | Industrie-Mädchen                                         | S.Y.P.H.                                            | 1979            | Musik und Text von Uwe Jahnke und Thomas Schwebel |
| 121 | Keine Macht für niemand                         | Die Geister, die wir riefen                                | 2012 | Keine Macht für Niemand                                   | Ton Steine Scherben                                 | 1972            | Musik und Text von R.P.S. Lanrue und Rio Reiser |
| 122 | Einen großen Nazi hat sie!                      | Die Geister, die wir riefen                                | 2012 | Einen großen Nazi hat sie!                                | Dajos Béla                                          | 1928            | Die Musik von Stephan Weiß mit dem Text von Fritz Grünbaum stammt ursprünglich der Revue Weltgeschichte gefällig. |
| 123 | Schrei nach Liebe                               | Die Geister, die wir riefen                                | 2012 | Schrei nach Liebe                                         | Die Ärzte                                           | 1993            | Musik und Text von Farin Urlaub und Bela B. |
| 124 | Manche Frauen                                   | Die Geister, die wir riefen                                | 2012 | Manche Frauen                                             | Funny van Dannen                                    |                 | Musik und Text von Funny van Dannen verlegt bei Manuskript |
| 125 | Innenstadt Front                                | Die Geister, die wir riefen                                | 2012 | Innen Stadt Front                                         | Mittagspause                                        | 1979            | Musik und Text von Franz Bielmeier, Peter Hein, Markus Oehlen und Thomas Schwebel |
| 126 | Stimmen aus dem Massengrab                      | Die Geister, die wir riefen                                | 2012 | Stimmen aus dem Massengrab                                | Erich Kästner                                       | 1927            | vertont nach dem Gedicht von Erich Kästner, Interpretation gestaltet von Campino |
| 127 | Far Far Away                                    | Der Krach der Republik                                     | 2013 | Far Far Away                                              | Slade                                               | 1974            | Musik und Text von James Lea und Noddy Holder |
| 128 | Do They Know It’s Christmas?                    | Band Aid 30                                                | 2014 | Do They Know It’s Christmas?                              | Band Aid                                            | 1984            | Musik und Text von Bob Geldof und Midge Ure; deutscher Text von Campino, Marteria, Thees Uhlmann und Sebastian Wehlings |
| 129 | The Sea Hawk-Suite                              | Entartete Musik – Willkommen in Deutschland                | 2015 | The Sea Hawk-Suite                                        | Der Herr der sieben Meere                           | 1940            | Musik von Erich Wolfgang Korngold zum US-amerikanischen Spielfilm Der Herr der sieben Meere, bearbeitet von Patrick Russ |
| 130 | Kanonensong                                     | Entartete Musik – Willkommen in Deutschland                | 2015 | Kanonensong                                               | Die Dreigroschenoper                                | 1928            | Musik und Text von Bertolt Brecht und Kurt Weill |
| 131 | Zuhälter-Ballade                                | Entartete Musik – Willkommen in Deutschland                | 2015 | Zuhälterballade                                           | Die Dreigroschenoper                                | 1928            | Musik und Text von Bertolt Brecht und Kurt Weill |
| 132 | Die Moritat von Mackie Messer                   | Entartete Musik – Willkommen in Deutschland                | 2015 | Die Moritat von Mackie Messer                             | Die Dreigroschenoper                                | 1928            | Musik und Text von Bertolt Brecht und Kurt Weill |
| 133 | Seht ihr den Flieger dort                       | Entartete Musik – Willkommen in Deutschland                | 2015 | Seht ihr den Flieger dort                                 | Brundibár                                           | 1941            | Aus der Prager Fassung der Kinderoper Brundibár von Hans Krása und Adolf Hoffmeister; mit deutschem Text von Matthias Harre und Frank Harders-Wuthenow. |
| 134 | Ihr müsst auf Freundschaft bau’n                | Entartete Musik – Willkommen in Deutschland                | 2015 | Ihr müßt auf Freundschaft bau’n                           | Brundibár                                           | 1941            | Finale des 2. Aktes der Kinderoper Brundibár von Hans Krása und Adolf Hoffmeister; mit deutschem Text von Matthias Harre und Frank Harders-Wuthenow. |
| 135 | Deutsches Miserere                              | Entartete Musik – Willkommen in Deutschland                | 2015 | Deutsches Miserere                                        | Schweyk im Zweiten Weltkrieg                        | 1959            | Aus dem Drama Schweyk im Zweiten Weltkrieg von Hanns Eisler und Bertolt Brecht |
| 136 | Wiegala                                         | Entartete Musik – Willkommen in Deutschland                | 2015 | Wiegala                                                   | Ilse Weber                                          | 1944            | Musik und Text von Ilse Weber; entstanden ist das Schlaflied im KZ Theresienstadt |
| 137 | A Survivor From Warsaw op. 46                   | Entartete Musik – Willkommen in Deutschland                | 2015 | Ein Überlebender aus Warschau op. 46                      | Ein Überlebender aus Warschau                       | 1948            | Aus dem Melodram von Arnold Schönberg für einen Sprecher, Männerchor und Orchester, (Rev. Jacques-Louis Monod) |
| 138 | Kol Nidrei op. 47                               | Entartete Musik – Willkommen in Deutschland                | 2015 | Kol Nidrei op. 47                                         | Max Bruch                                           | 1880            | Musik von Max Bruch |
| 139 | Komm, Zigany                                    | Entartete Musik – Willkommen in Deutschland                | 2015 | Komm, Zigany                                              | Gräfin Mariza                                       | 1924            | Musik und Text von Emmerich Kálmán, Alfred Grünwald und Julius Brammer, aus der Operette Gräfin Mariza |
| 140 | Sog nit Kejnmal                                 | Entartete Musik – Willkommen in Deutschland                | 2015 | Sog nit Kejnmal                                           | Hirsch Glik                                         | 1943            | Den jiddischen Text schrieb Hirsch Glik im Ghetto Vilnius zu einer Melodie von Dmitri Jakowlewitsch Pokrass als er vom Aufstand im Warschauer Ghetto hörte. Das Lied wurde zur „Hymne des jüdischen Widerstands“. |
| 141 | Ich muss heute singen                           | Entartete Musik – Willkommen in Deutschland                | 2015 | Ich muß heute singen (Les fenêtres chantent)              | Comedian Harmonists                                 | 1937            | Musik von Rolf Marbot, Bert Reisfeld und Text Marc Cab und Henri Eugene Varna, das Arrangement für die Coverversion ist von Jörg Daniel Heinzmann |
| 142 | Sholem-alekhem, rov Feidman!                    | Entartete Musik – Willkommen in Deutschland                | 2015 | Sholem-alekhem, rov Feidman!                              | Béla Kovács                                         | 2004            | Der ungarische Komponist Béla Kovács kombinierte Klezmer-Musik mit dem Sabbatlied Sholem-alekhem. |
| 143 | Remembrances                                    | Entartete Musik – Willkommen in Deutschland                | 2015 | Remembrances                                              | Schindlers Liste                                    | 1993            | Musik von John T. Williams |
| 144 | Alabama Song                                    | Entartete Musik – Willkommen in Deutschland                | 2015 | Alabama Song                                              | Aufstieg und Fall der Stadt Mahagonny               | 1927            | Musik und Text von Bertolt Brecht und Kurt Weill aus der Oper Aufstieg und Fall der Stadt Mahagonny |
| 145 | Kein Grund zur Traurigkeit                      | Laune der Natur                                            | 2017 | Kein Grund zur Traurigkeit                                | Wölli & Die Band des Jahres                         | 2011            | Musik von Wolfgang Rohde und Capt’n Suurbier |
| 146 | The Sound of the Suburbs                        | Learning English Lesson Two                                | 2017 | The Sound of the Suburbs                                  | The Members                                         | 1979            | Musik von J. C. Carroll, Text von Caroll und Nicky Tesco |
| 147 | Where are They Now                              | Learning English Lesson Two                                | 2017 | Where are They Now                                        | Cock Sparrer                                        | 1983            | |
| 148 | California über alles                           | Learning English Lesson Two                                | 2017 | California über alles                                     | Dead Kennedys                                       | 1979            | Musik von Jello Biafra, Text von John Greenway |
| 149 | Viva la Revolution                              | Learning English Lesson Two                                | 2017 | Viva la Revolution                                        | The Adicts                                          | 1981            | Musik und Text von der Band The Adicts |
| 150 | Nobody’s Hero                                   | Learning English Lesson Two                                | 2017 | Nobody’s Hero                                             | Stiff Little Fingers                                | 1980            | Musik und Text von der Band Stiff Little Fingers und Ogilvie |
| 151 | Teenage Kicks                                   | Learning English Lesson Two                                | 2017 | Teenage Kicks                                             | The Undertones                                      | 1978            | Musik und Text von John O’Neill |
| 152 | Flying Saucer Attack!                           | Learning English Lesson Two                                | 2017 | Flying Saucer Attack                                      | The Rezillos                                        | 1977            | Musik und Text von Luke Warm |
| 153 | Where Have All the Boot Boys Gone?              | Learning English Lesson Two                                | 2017 | Where Have all the Boot Boys Gone?                        | Slaughter and the Dogs                              | 1977            | |
| 154 | Sonic Reducer                                   | Learning English Lesson Two                                | 2017 | Sonic Reducer                                             | Dead Boys                                           | 1977            | Musik und Text von Stiv Bators, Cheetah Chrome, Jimmy Zero, Johnny Blitz, Jeff Magnum und Thomas |
| 155 | Lookin’ After No. 1                             | Learning English Lesson Two                                | 2017 | Lookin’ After No. 1                                       | The Boomtown Rats                                   | 1977            | Musik und Text von Bob Geldof |
| 156 | The Jinx                                        | Learning English Lesson Two                                | 2017 | The Jinx                                                  | Peter and the Test Tube Babies                      | 1983            | Musik und Text von der Band Peter and the Test Tube Babies |
| 157 | Your Generation                                 | Learning English Lesson Two                                | 2017 | Your Generation                                           | Generation X                                        | 1977            | Musik und Text von Billy Idol und Tony James |
| 158 | Darling, Let’s Have Another Baby                | Learning English Lesson Two                                | 2017 | Darling, Let’s Have Another Baby                          | Johnny Moped                                        | 1978            | Musik und Text von Fred Berg |
| 159 | Where’s Captain Kirk?                           | Learning English Lesson Two                                | 2017 | Where’s Captain Kirk?                                     | Spizzenergi                                         | 1979            | Musik und Text von Kenneth „Spizz“ Spiers und Mark Coalfield |
| 160 | Harmony in my Head                              | Learning English Lesson Two                                | 2017 | Harmony in my Head                                        | Buzzcocks                                           | 1979            | Musik und Text von Steve Diggle |
| 161 | This Perfect Day                                | Learning English Lesson Two                                | 2017 | This Perfect Day                                          | The Saints                                          | 1977            | Musik und Text von Chris Bailey und Ed Kuepper |
| 162 | Wunderbar                                       | Learning English Lesson Two                                | 2017 | Wunderbar                                                 | Tenpole Tudor                                       | 1980            | Musik und Text von Eddie Tudor Pole |
| 163 | I’m an Upstart                                  | Learning English Lesson Two                                | 2017 | I’m an Upstart                                            | Angelic Upstarts                                    | 1979            | Musik und Text von Thomas Mensforth und Raymond Cowie |
| 164 | (Get a) Grip (On Yourself)                      | Learning English Lesson Two                                | 2017 | (Get a) Grip (On Yourself)                                | The Stranglers                                      | 1977            | Musik und Text von der Band The Stranglers |
| 165 | Fight to be Yourself                            | Learning English Lesson Two                                | 2017 | Fight to be Yourself                                      | Pasty Faces                                         | 1977            | Originalsong stammt von einer Single die Ende der 1970er Jahre von einer Band aus der Kleinstadt Bude im Norden von Cornwall aufgenommen wurde und nie offiziell erschienen ist. |
| 166 | Staring at the Rude Boys                        | Learning English Lesson Two                                | 2017 | Staring at the Rude Boys                                  | The Ruts                                            | 1980            | Musik und Text von Malcolm Owen, John Jennings, Paul Fox und Dave Ruffy |
| 167 | (I’m) Stranded                                  | Alles passiert (Single)                                    | 2017 | (I’m) Stranded                                            | The Saints                                          | 1976            | Musik und Text von Chris Bailey und Ed Kuepper |
| 168 | I Wanna be Sedated                              | Alles passiert (Single)                                    | 2017 | I Wanna be Sedated                                        | Ramones                                             | 1978            | Musik und Text von Dee Dee Ramone, Johnny Ramone, Tommy Ramone, Joey Ramone |
| 169 | Cold Feelings                                   | Laune der Natur (Single)                                   | 2018 | Cold Feelings                                             | Social Distortion                                   | 1992            | Musik und Text von Mike Ness |
| 170 | Eine kleine Nachtmusik                          | Das Laune der Natour-Finale                                | 2019 | Eine kleine Nachtmusik                                    | Wolfgang Amadeus Mozart                             | 1787            | Serenade Nr. 13 für Streicher in G-Dur KV 525 von Wolfgang Amadeus Mozart, in einer Interpretation von Michael Breitkopf und Andreas Meurer. |
| 171 | Ohne dich                                       | Alles ohne Strom                                           | 2019 | Ohne dich                                                 | Rammstein                                           | 2004            | Musik und Text von Christoph Schneider, Christian Lorenz, Till Lindemann, Paul Landers, Richard Kruspe, Oliver Riedel |
| 172 | Everlong                                        | Alles ohne Strom                                           | 2019 | Everlong                                                  | Foo Fighters                                        | 1997            | Musik und Text von Dave Grohl |
| 173 | Love is in the Air                              | Alles ohne Strom (Musikfilm)                               | 2019 | Love is in the Air                                        | John Paul Young                                     | 1977            | Musik und Text von George Young und Harry Vanda |
| 174 | The Drink                                       | Alles ohne Strom (Musikfilm)                               | 2019 | The Drink                                                 | T. V. Smith                                         | 2012            | Musik und Text von T. V. Smith |
| 175 | Hippy Hippy Shake                               | Learning English Lesson 3: Mersey Beat!                    | 2020 | The Hippy Hippy Shake                                     | Chan Romero                                         | 1959            | Musik und Text von Chan Romero Die Toten Hosen veröffentlichten den Song in der Mersey Sound der Band The Swinging Blue Jeans aus dem Jahr 1963. |
| 176 | Respectable                                     | Learning English Lesson 3: Mersey Beat!                    | 2020 | Respectable                                               | The Isley Brothers                                  | 1959            | Musik und Text von O. Isley und R. Isley Die Toten Hosen orientierten sich an der Aufnahme der Band The Fourmost aus dem Jahr 1963. |
| 177 | Do You Love Me                                  | Learning English Lesson 3: Mersey Beat!                    | 2020 | Do You Love Me                                            | The Contours                                        | 1962            | Musik und Text von Berry Gordy. Die Toten Hosen orientierten sich an der Coverversion der Band Faron’s Flamingos aus dem Jahr 1963. |
| 178 | You’re no Good                                  | Learning English Lesson 3: Mersey Beat!                    | 2020 | You’re no Good                                            | Dee Dee Warwick                                     | 1963            | Musik und Text von Clint Ballard Jr. Die Toten Hosen orientierten sich an der Aufnahme von The Swinging Blue Jeans aus dem Jahr 1964. |
| 179 | She’s Sure the Girl I Love                      | Learning English Lesson 3: Mersey Beat!                    | 2020 | She’s Sure the Girl I Love                                | The Fortunes                                        | 1964            | Musik und Text von Mann und Weil. |
| 180 | Walking the Dog                                 | Learning English Lesson 3: Mersey Beat!                    | 2020 | Walking the Dog                                           | Rufus Thomas                                        | 1963            | Musik und Text von Rufus Thomas. Die Toten Hosen orientierten sich an der Coverversion der britischen Band The Dennisons. |
| 181 | Bad to Me                                       | Learning English Lesson 3: Mersey Beat!                    | 2020 | Bad to Me                                                 | Billy J. Kramer & the Dakotas                       | 1963            | Musik und Text von John Lennon und Paul McCartney. |
| 182 | Slow Down                                       | Learning English Lesson 3: Mersey Beat!                    | 2020 | Slow Down                                                 | Larry Williams                                      | 1963            | Musik und Text von Larry Williams. Die Toten Hosen orientierten sich an der Aufnahme auf der EP Long Tall Sally von The Beatles aus dem Jahre 1964. |
| 183 | You Might as Well Forget Him                    | Learning English Lesson 3: Mersey Beat!                    | 2020 | You Might as Well Forget Him                              | Tommy Roe and the Roemans                           | 1964            | Musik und Text von Tommy Roe. Die Toten Hosen orientierten sich an der Coverversion der Liverpooler Band Tommy Quickly and the Remo Four aus dem Jahre 1964. |
| 184 | Shake Sherry                                    | Learning English Lesson 3: Mersey Beat!                    | 2020 | Shake Sherry                                              | The Contours                                        | 1962            | Musik und Text von Berry Gordy. Die Toten Hosen orientierten sich an der Coverversion der Band Faron’s Flamingos aus dem Jahr 1963. |
| 185 | Needles and Pins                                | Learning English Lesson 3: Mersey Beat!                    | 2020 | Needles and Pins                                          | The Searchers                                       | 1964            | Musik und Text von Jack Nitzsche und Sonny Bono. |
| 186 | I can Tell                                      | Learning English Lesson 3: Mersey Beat!                    | 2020 | I can Tell                                                | Rory Storm & the Hurricanes                         | 1963            | Musik und Text von Chuck Willis. |
| 187 | Sorrow                                          | Learning English Lesson 3: Mersey Beat!                    | 2020 | Sorrow                                                    | The McCoys                                          | 1965            | Musik und Text von Bob Feldman, Gerry Goldstein, Richard Gottehrer. Die Toten Hosen orientierten sich an der Coverversion der Band The Merseys aus dem Jahre 1966. |
| 188 | Shake, Rattle and Roll                          | Learning English Lesson 3: Mersey Beat!                    | 2020 | Shake, Rattle and Roll                                    | Joe Turner and his Blues Kings                      | 1954            | Musik und Text von Jesse Stone. Die Toten Hosen orientierten sich an der Coverversion der Band The Swinging Blue Jeans. |
| 189 | Ferry Cross the Mersey                          | Learning English Lesson 3: Mersey Beat!                    | 2020 | Ferry Cross the Mersey                                    | Gerry and the Pacemakers                            | 1964            | Musik und Text von Gerry Marsden. |
| 190 | Fields of Anfield Road                          | Respectable (Single)                                       | 2021 | The Fields of Athenry                                     | Pete St. John                                       | 1979            | Musik und Text des Originals sind von Pete St. John aus dem Jahr 1979. Der Song wurde von den Fans des FC Liverpool textlich angepasst und als Fußballhymne umgesetzt. |
| 191 | Sweets for my Sweet                             | You’re no Good (Single)                                    | 2021 | Sweets for my Sweet                                       | The Drifters                                        | 1961            | Musik und Text von Doc Pomus und Mort Shuman. |
| 192 | 1 2 X U                                         | Learning English Lesson One (Neuveröffentlichung 2021)     | 2021 | 12XU                                                      | Wire                                                | 1977            | Musik und Text von Bruce Gilbert Pomus, Graham Lewis und Colin Newman. |
| 193 | The Modern World                                | Learning English Lesson One (Neuveröffentlichung 2021)     | 2021 | The Modern World                                          | The Jam                                             | 1977            | Musik und Text von Paul Weller. |
| 194 | Getting Beaten Up                               | Learning English Lesson One (Neuveröffentlichung 2021)     | 2021 | Getting Beaten Up                                         | The Piranhas                                        | 1980            | Musik und Text von Johnny Helmer. |
| 195 | Thinking of the USA                             | Learning English Lesson One (Neuveröffentlichung 2021)     | 2021 | Thinkin’ of the USA                                       | Eater                                               | 1977            | Musik und Text von Andy Blade und Ian Woodcock. |
| 196 | We Make a Noise                                 | Learning English Lesson One (Neuveröffentlichung 2021)     | 2021 | We Make a Noise                                           | The Buzzards                                        | 1979            | Musik und Text von Geoff Deane und David Jaymes. |